# Visconde de Vila Nova da Rainha
Visconde de Vila Nova da Rainha é um título nobiliárquico criado por D. João, Príncipe Regente de D. Maria I de Portugal, por Decreto de 28 de Maio de 1810, em favor de Francisco José Rufino de Sousa Lobato, antes 1.º Barão de Vila Nova da Rainha.
Titulares
1. Francisco José Rufino de Sousa Lobato, 1.º Barão e 1.º Visconde de Vila Nova da Rainha;
2. António de Barros de Saldanha da Gama e Sousa Mesquita Macedo Leitão e Carvalhosa, 2.º Visconde de Vila Nova da Rainha.

Após a Implantação da República Portuguesa, e com o fim do sistema nobiliárquico, usaram o título: 
1. Manuel Francisco de Barros de Saldanha da Gama Mesquita Macedo Leitão e Carvalhosa, 3.º Visconde de Santarém, 3.º Visconde de Vila Nova da Rainha;
2. João Diogo de Barros Leitão e Carvalhosa, 4.º Visconde de Santarém, 4.º Visconde de Vila Nova da Rainha.